# تاریخ عمومی دزدان دریایی
تاریخ عمومی دزدان دریایی (انگلیسی: A General History of the Pyrates) یکی از بدنام‌ترین کتاب‌ها در تاریخ بریتانیا می‌باشد، این کتاب در باب شرح حال دزدان دریایی معاصر به سال ۱۷۲۴ نوشته شد.

## شرح کوتاهی بر کتاب
کتاب شرح کاملی به پیدایش، نفوذ، محبوبیت و غارتگری دزدان دریایی دارد، تا سال‌های متمادی به عنوان کامل‌ترین منبع در این زمینه شناخته و استناد می‌شد، نویسندهٔ کتاب نام مستعار کاپیتان چارلز جانسون را برای نگارش کتاب انتخاب کرد، به رغم تمام تلاش مورخان جهت شناسایی نویسندهٔ این اثر، با این همه هنوز هم نویسندهٔ این کتاب ناشناس باقی مانده، تعدادی از محققان پیش‌بینی کرده‌اند که نویسندهٔ کتاب می‌تواند دانیل دفو یا ناشر او یا کسی که برای دفو کار می‌کرده به نام ناتانیل میست باشد، این کتاب از ویژگی‌هایی برخوردار است که بعد از آن در ادبیات دزدان دریایی استفاده گردید، مانند دزدان دریایی با پاهای گم شده، یا بدون یک چشم، گنجینه‌های دفن شده، نقشه‌های گنج اسرارآمیز و اسامی پرچم دزدان، تعدادی از فصل‌های کتاب که مربوط به زندگی ریش سیاه و جک رکهم هستند به اعتقاد مورخان و محققین تا حدودی با افسانه پیوند خورده‌اند، ادبیات به کار رفته در این کتاب، بعدها، دستمایهٔ نویسندگانی چون رابرت لویی استیونسن برای نوشتن برخی از آثارشان گردید، کتاب تاریخ عمومی دزدان دریایی در دو جلد منتشر گردید، جلد اول کتاب عمدتاً به شرح دزدان اوایل قرن ۱۸ می‌پردازد و جلد دوم که شرح حال سه نفر است از دید محققان کاملاً ساختگی است

## نگارخانه

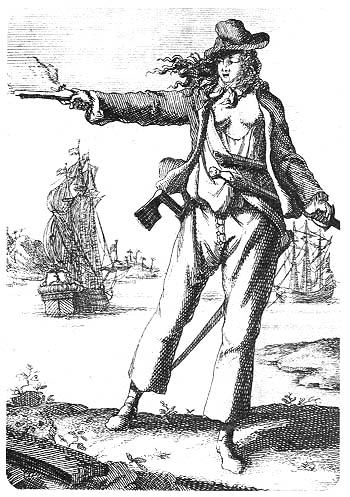
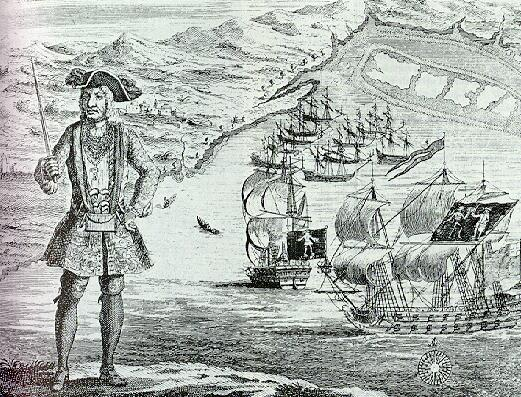
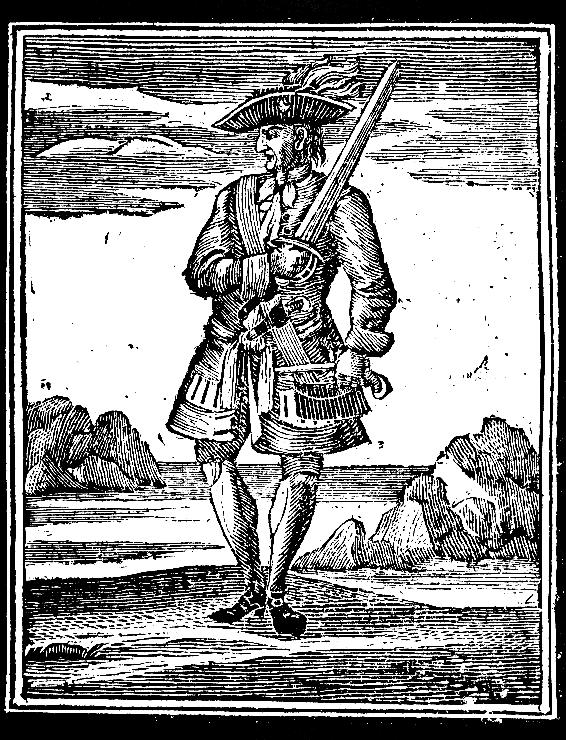
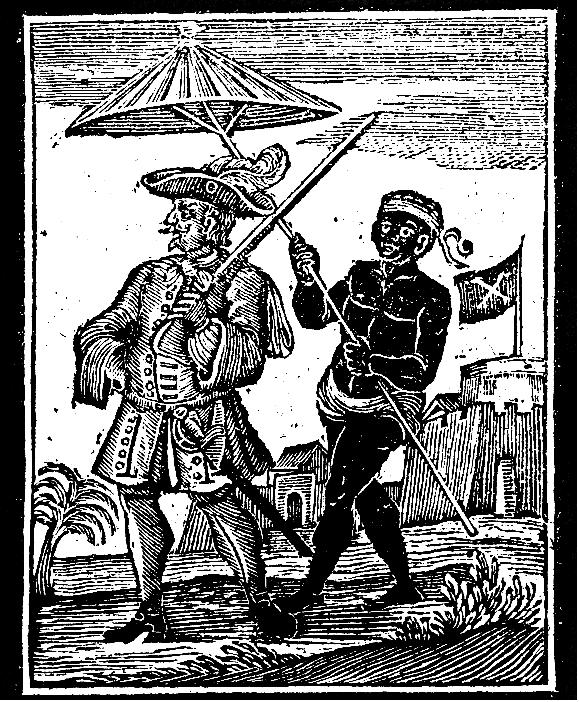
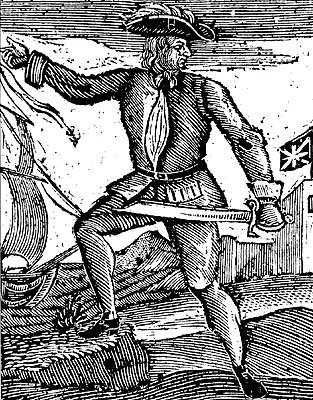
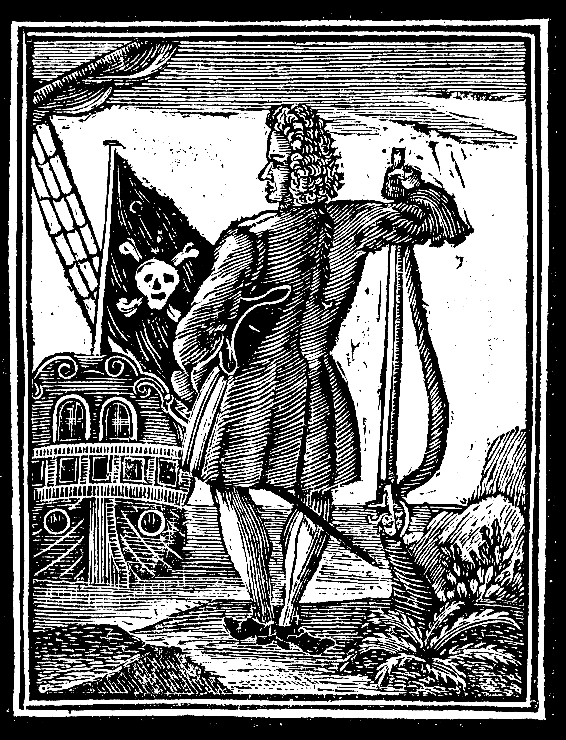